# Édouard Schuré

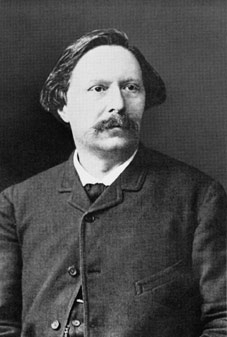
Édouard Schuré

Édouard Schuré (* 21. Januar 1841 in Straßburg; † 7. April 1929 in Paris) war ein französischer Schriftsteller und Theosoph. Seine Bekanntheit gründet sich heute vor allem auf sein 1889 erschienenes Hauptwerk Les Grands Initiés (Die Großen Eingeweihten), in dem er versuchte, eine hinter verschiedenen Philosophien und Religionen der Menschheitsgeschichte liegende esoterische Geheimlehre darzustellen. Des Weiteren war er Autor von Dramen, Romanen, Gedichten und verschiedenen Abhandlungen über Philosophie, Geschichte und Musik.

## Biografie
Edouard Schuré wuchs als Sohn eines Arztes in der elsässischen Stadt Straßburg zweisprachig auf und stand damit als Kind und Jugendlicher sowohl unter dem Einfluss der deutschen als auch der französischen Kultur. Auf Wunsch seines Vaters und entgegen seinen eigenen Interessen studierte er Rechtswissenschaften. Umfangreiche Kenntnisse der deutschen Literatur erarbeitete er sich autodidaktisch. Auf einer anschließenden Deutschland-Reise lernte er Richard Wagners „Musikdrama“ Tristan und Isolde kennen, von dem er sofort begeistert war, und machte auch Wagners persönliche Bekanntschaft.
Zurückgekehrt nach Frankreich veröffentlichte er sein erstes Werk Histoire du Lied, das ihm einige Anerkennung in seinem Heimatland einbrachte. Mit der Veröffentlichung des Aufsatzes Richard Wagner et le drame musical etablierte er sich als wesentlicher französischer Wagner-Kenner und -Verteidiger dieser Zeit.
Der Deutsch-Französische Krieg der Jahre 1870/71 zerstörte für einige Zeit das konstruktive Verhältnis zu Wagner und den Deutschen, über die sich Schuré nun weitreichend empörte. Charakteristisch für seine nationalistisch gefärbten Äußerungen dieser Zeit – und auch die seines späteren Lebens – ist eine Gegenüberstellung von glorifiziertem Keltentum (Frankreich) und einem negativ aufgefassten „Teutonismus“ (Deutschland). Auf einer Italienreise während dieser Zeit traf er die zwanzig Jahre ältere Griechin Marguerita Albana-Mignaty, die er fortan als seine „Muse“ bezeichnete, obgleich er selbst verheiratet war.
Nachdem die Wogen des Krieges verebbt waren, besserte sich Schurés Verhältnis zu Wagner wieder. 1873 folgte eine persönliche Begegnung mit dem deutschen Philosophen Friedrich Nietzsche, mit dem er für die Dauer ihrer gemeinsamen Wagner-Begeisterung regen Kontakt pflegte. Die sich ausbreitende kultische Verehrung Wagners förderte jedoch Schurés Entfremdung von dem Komponisten, mit dem sich bald auch Nietzsche überworfen hatte.
Schuré wandte sich nun verstärkt der Esoterik und dem Okkultismus zu. 1884 lernte er die deutsch-russische Okkultistin Helena Petrovna Blavatsky kennen, von deren Persönlichkeit er zwar abgestoßen war, in deren Theosophische Gesellschaft er aber dennoch eintrat. 1889 veröffentlichte er, nach einigen vorangegangenen kleineren Arbeiten zu ähnlichen Themen, sein Hauptwerk Les Grands Initiés.
Im Jahr 1900 trat die Schauspielerin Marie von Sivers mit ihm in Kontakt, da sie eines seiner Werke ins Deutsche zu übersetzen beabsichtigte. Er wies sie auf die Deutsche Sektion der Theosophischen Gesellschaft hin, wo sie den österreichischen Philosophen und späteren Begründer der Anthroposophie, Rudolf Steiner, kennenlernte. Durch ihre Vermittlung kam es 1906 zu einer persönlichen Begegnung Schurés mit Steiner. Schuré war tief beeindruckt und meinte in diesem einen Eingeweihten im Sinne seiner Grands Initiés zu sehen. In der Folgezeit brachten Steiner und von Sivers die esoterischen Dramen Schurés auf die Bühne.
Mit dem Ausbruch des Ersten Weltkrieges entfremdete sich Schuré von dem bisher hoch verehrten Steiner und seiner jetzigen Frau. Er warf den beiden geheime, deutschtümelnde Absichten und Pangermanismus vor und trat aus der Anthroposophischen Gesellschaft, die sich unter Steiner von der Theosophischen abgespalten hatte, aus. Vier Jahre nach Kriegsende kehrte Schuré jedoch zu Steiner zurück und bat ihn um Verzeihung.
In den folgenden Jahren veröffentlichte Schuré unter anderem seine Autobiographie und eine französische Übersetzung von Steiners Das Christentum als mystische Tatsache und die Mysterien des Altertums (franz. Le Mystère chrétien et les mystères antiques). Er starb 1929 im Alter von 88 Jahren.

## Philosophie
In Les Grands Initiés griff Schuré die alte esoterische Vorstellung einer Überlieferung ursprünglicher Weisheit durch Eingeweihte auf. Konkret behandelte er darin Leben und Lehren von Rama, Krishna, Hermes, Mose, Orpheus, Pythagoras, Platon und Jesus, welche er als die großen Eingeweihten bezeichnete. Hinter den von ihnen begründeten Philosophien und Religionen vermutete er eine Art fortlaufend tradierter Geheimlehre. Im Unterschied zu älteren, bis auf Platon zurückgehenden Varianten dieser Idee verlegte Schuré den Anfang der Überlieferungskette von Persien nach Indien (Rama), wie es auch andere Esoteriker des späten 19. Jahrhunderts taten (am bedeutendsten H. P. Blavatsky).

## Rezeption
Obwohl auch andere seiner Werke zu Lebzeiten Schurés einigen Erfolg verbuchen konnten und er in Frankreich als bedeutender Wagner-Kenner galt, war die Rezeption der Grands Initiés die bei weitem stärkste. So wurde das Werk durch den Künstler Paul Sérusier zum maßgeblichen Buch für dessen Künstlergruppe Les Nabis erklärt. Weitere bedeutende Leser waren Pierre Teilhard de Chardin, Jean Delville, František Kupka, Piet Mondrian und Odilon Redon. Schurés Ausarbeitung der Idee weiser Eingeweihter, welche die Geschichte der Menschheit lenken sollen, hatte großen Einfluss auf die Esoterik des 20. Jahrhunderts.
Im deutschen Sprachraum wurde er vor allem durch Rudolf Steiner und dessen Frau Marie Steiner-von Sivers bekannt gemacht. Letztere übersetzte einige seiner Werke, darunter Les Grand Initiés und die esoterischen Dramen, ins Deutsche.

## Werke

### Originalausgaben (Auswahl)
- Histoire du Lied ou La chanson populaire en Allemagne, 1868
- Le drame musical. Richard Wagner, son œuvre et son idée, 2 Bände, 1875
- Les Grands Initiés. Esquisse de l’histoire secrète des religions, 1889
- Le drame sacré d’Éleusis, 1890
- Sanctuaires d’Orient, Paris 1898
- Les grandes légendes de France, Paris 1893
- Les enfants de Lucifer, 1900
- Précurseurs et révoltés, Paris 1904
- La Prêtresse d’Isis (Légende de Pompéi), 1907
- Femmes inspiratrices et poètes annonciateurs, Paris 1908
- L’évolution divine du sphinx au Christ, 1912
- Les prophètes de la renaissance, 1920
- L’âme celtique et le génie de la France à travers les âges, Paris 1920
- Merlin l’enchanteur, Paris 1921
- Le rêve d’une vie. Confession d’un poète (Autobiographie), 1928

### Deutsche Übersetzungen
- Edouard Schuré’s Geschichte des deutschen Liedes. Eingeleitet von Adolf Stahr. Sacco, Berlin 1870
  - Reprint der 3. Auflage von 1884: Sändig, Wiesbaden 1974, ISBN 3-253-02897-6
- Das musikalische Drama. Verdeutscht von Hans von Wolzogen. Schloemp, Leipzig 1877
- Erinnerungen an Richard Wagner. Aus dem Franz. v. Fritz Ehrenberg. Breitkopf & Härtel, Leipzig 1900
- Die Kinder des Lucifer. Autorisierte Übersetzung von Marie von Sivers. Theosophisches Verlagshaus, Leipzig 1905
- Die Großen Eingeweihten. Autorisierte Übersetzung von Marie von Sivers. Mit einem Vorwort von Rudolf Steiner. Theosophisches Verlagshaus, Leipzig 1909
  - Aktuelle Auflage: Anaconda, Köln 2006, ISBN 3-86647-027-4
- Die Heiligtümer des Orients. Autorisierte Übersetzung von Marie von Sivers. Theosophisches Verlagshaus, Leipzig 1912
  - Neuauflage (Reprint): Engel, Stuttgart 1991, ISBN 3-927118-02-8
- Die Priesterin der Isis. Eine Legende aus Pompeji, übersetzt von Many Cihlar. Theosophisches Verlagshaus, Leipzig 1920
- Die göttliche Entwicklung von der Sphinx bis zum Christus, übersetzt von J. Hardt. Theosophisches Verlagshaus, Leipzig 1922
- Das Heilige Drama von Eleusis. Rekonstruiert von E. S., in freie Rhythmen gebracht durch Rudolf Steiner. Philosophisch-Anthroposophischer Verlag, Dornach 1939
- Propheten des Humanismus. Vom Genius des Glaubens, der Wissenschaft, der Schönheit, der Kraft und der Liebe. Urachhaus, Stuttgart 1991